# Джаридат Дагистан
Джаридат Дагистан (с 1918 года газета Дагестан) — газета на арабском языке, выходившая на территории Дагестана в 1913—1918 годах. В 1918 году газета официально сменила форму собственности, также было изменено её название. В 1919 году закрыта окончательно.

## История
Газета была создана по инициативе генерал-губернатора Дагестанской области С. В. Вольского. Поскольку русский язык на территории Дагестана был мало распространён, а на местных языках правительственные чиновники издавать газету не хотели, было решено выпускать газету на арабском языке, который был распространён среди интеллигенции Дагестана того времени. Первоначально предполагалась, что «Джаридат Дагистан» будет являться простой перепечаткой правительственного издания «Дагестанские областные ведомости».
Сначала издание газеты финансировалось российским правительством, но поскольку газета оказалась убыточной, а целей, поставленных при её создании достичь не удалось, в конце января 1914 года финансирование газеты было прекращено. После этого газеты издавалась на деньги Бадави Саидова, занимавшего должность редактора газеты. С января 1918 года финансовую поддержку газете также осуществлял Мухаммадмирза Мавраев.
В газете публиковались в переводе на арабский язык официальные распоряжения правительства, также были рубрики для текущих событий, писем читателей, объявлений, публикации литературных произведений и научно-популярных статей. На страницах газеты велась активная дискуссия между реформаторами и традиционалистами.
Наибольший вклад в создание материалов газеты вносил Али Каяев, в январе 1918 года он официально занял должность редактора. Каяев занимал эту должность до марта того же года. Именно Каяев писал большинство материалов, публиковавшихся в газете и вёл переписку с читателями. Сначала газета выходила по понедельникам, но позднее по просьбам читателей день выхода был перенесён на субботу.
В январе 1918 года газета официально стала частной, тогда же её название было изменено на «Газета Дагестан». 15 января 1919 года газета закрыта окончательно.